# Injektion heißer Ladungsträger
Die Injektion heißer Ladungsträger (auch heiße Ladungsträgerinjektion, englisch hot carrier injection, HCI) ist ein Phänomen in elektronischen Festkörperbauelementen, bei dem ein Elektron oder ein Defektelektron (Loch) genügend kinetische Energie gewinnt, um eine Potentialbarriere zu überwinden, die notwendig ist, um einen Grenzflächenzustand zu durchbrechen. Der Begriff „heiß“ bezieht sich auf die effektive Temperatur, die zur Modellierung der Ladungsträgerdichte verwendet wird, und nicht auf die Gesamttemperatur des Bauelements. Da die Ladungsträger im Gate-Dielektrikum eines MOS-Feldeffekttransistors (MOSFET) gefangen werden können, können die Schalteigenschaften des Transistors dauerhaft verändert werden. Die HCI ist einer der Mechanismen, die die Zuverlässigkeit von Halbleitern in Festkörperbauelementen beeinträchtigen.

## Physik
Der Begriff „Injektion heißer Ladungsträger“ bezieht sich in der Regel auf den Effekt in MOSFETs, bei dem ein Ladungsträger vom leitenden Kanal im Siliziumsubstrat in das Gate-Dielektrikum injiziert wird, das in der Regel aus Siliziumdioxid (SiO2) besteht.
Um „heiß“ zu werden und in das Leitungsband von SiO2 einzutreten, muss ein Elektron eine kinetische Energie von ca. 3,2 eV erreichen. Für Löcher schreibt der Valenzbandversatz in diesem Fall eine kinetische Energie von 4,6 eV vor. Der Begriff „heißes Elektron“ stammt aus dem Begriff der effektiven Temperatur, der bei der Modellierung der Ladungsträgerdichte verwendet wird, d. h. mit einer Fermi-Dirac-Funktion. Sie bezieht sich nicht auf die Volumentemperatur des Halbleiters (der physisch kalt sein kann, aber je wärmer sie ist, desto höher ist die Population heißer Elektronen, wenn alles andere gleich bleibt).
Der Begriff „heißes Elektron“ wurde ursprünglich eingeführt, um Nicht-Gleichgewichtselektronen (oder -löcher) in Halbleitern zu beschreiben. Im weiteren Sinne beschreibt der Begriff Elektronenverteilungen, die durch die Fermi-Funktion beschrieben werden können, aber eine höhere effektive Temperatur aufweisen. Diese höhere Energie wirkt sich auf die Mobilität der Ladungsträger aus und beeinflusst folglich, wie sie sich durch ein Halbleiterbauelement bewegen.
Heiße Elektronen können aus dem Halbleitermaterial tunneln, anstatt mit einem Loch zu rekombinieren oder durch das Material zu einem Kollektor geleitet zu werden. Zu den Folgeeffekten gehören ein erhöhter Leckstrom und eine mögliche Beschädigung des umgebenden dielektrischen Materials, wenn der heiße Ladungsträger die atomare Struktur des Dielektrikums stört.
Sie können entstehen, wenn ein hochenergetisches Photon elektromagnetischer Strahlung (z. B. Licht) auf einen Halbleiter trifft. Die Energie des Photons kann auf ein Elektron übertragen werden, wodurch das Elektron aus dem Valenzband angeregt wird und ein Elektron-Loch-Paar entsteht. Wenn das Elektron genug Energie erhält, um das Valenzband zu verlassen und das Leitungsband zu überschreiten, wird es zu einem heißen Elektron. Solche Elektronen zeichnen sich durch hohe effektive Temperaturen aus. Aufgrund der hohen Effektivtemperaturen sind heiße Elektronen sehr beweglich und können den Halbleiter verlassen und in andere umgebende Materialien eindringen.
In einigen Halbleiterbauelementen stellt die durch heiße Elektronenphononen abgeleitete Energie eine Ineffizienz dar, da Energie als Wärme verloren geht. So nutzen beispielsweise einige Solarzellen die photovoltaischen Eigenschaften von Halbleitern, um Licht in Strom umzuwandeln. In solchen Zellen ist der Effekt der heißen Elektronen der Grund dafür, dass ein Teil der Lichtenergie als Wärme verloren geht, anstatt in Strom umgewandelt zu werden.
Heiße Elektronen treten generell bei niedrigen Temperaturen auf, selbst in entarteten Halbleitern oder Metallen. Es gibt eine Reihe von Modellen zur Beschreibung des Heiße-Elektronen-Effekts. Das einfachste Modell sagt eine Elektron-Phonon-Wechselwirkung (e-p) auf der Grundlage eines sauberen dreidimensionalen Modells für freie Elektronen voraus. Modelle des Heiße-Elektronen-Effekts zeigen eine Korrelation zwischen der Verlustleistung, der Temperatur des Elektronengases und der Überhitzung.

## Auswirkungen auf Transistoren
In MOSFETs haben heiße Elektronen genügend Energie, um durch das dünne Oxid-Gate zu tunneln und sich als Gate-Strom oder als Substrat-Leckstrom zu zeigen. Wenn ein MOSFET ein positives Gate hat und der Schalter eingeschaltet ist, ist das Bauelement so konzipiert, dass die Elektronen seitlich durch den leitenden Kanal von Source zum Drain fließen. Heiße Elektronen können z. B. aus dem Kanalbereich oder aus dem Drain springen und in das Gate oder das Substrat eintreten. Diese heißen Elektronen tragen nicht wie beabsichtigt zu der durch den Kanal fließenden Strommenge bei, sondern stellen einen Leckstrom dar.
Eine Korrektur bzw. Kompensation des Effekts kann durch das Anbringen einer Diode in Sperrrichtung am Gate-Anschluss oder andere Manipulationen des Bauelements, wie leicht dotierte Drains (LDD) oder doppelt dotierte Drains, erfolgen.
Wenn Elektronen im Kanal beschleunigt werden, gewinnen sie Energie entlang der mittleren freien Weglänge. Diese Energie geht auf zwei verschiedene Arten verloren:
1. Der Ladungsträger trifft auf ein Atom im Substrat. Durch den Zusammenstoß entstehen ein kalter Träger und ein zusätzliches Elektron-Loch-Paar. Im Falle von NMOS-Transistoren werden zusätzliche Elektronen vom Kanal aufgenommen und zusätzliche Löcher vom Substrat abgeführt.
2. Der Träger trifft auf eine Silizium-Wasserstoff-Bindung und bricht diese auf. Es entsteht ein Grenzflächenzustand und das Wasserstoffatom wird im Substrat freigesetzt.

Die Wahrscheinlichkeit, entweder ein Atom oder eine Si-H-Bindung zu treffen, ist zufällig, und die durchschnittliche Energie, die in jedem Prozess involviert ist, ist in beiden Fällen dieselbe. Aus diesem Grund wird der Substratstrom während der HCI-Belastung überwacht. Ein hoher Substratstrom bedeutet eine große Anzahl von erzeugten Elektronen-Loch-Paaren und damit einen effizienten Mechanismus zum Aufbrechen der Si-H-Bindung.
Wenn Grenzflächenzustände entstehen, wird die Schwellenspannung verändert und die Unterschwellensteilheit (engl. subthreshold slope) verschlechtert. Dies führt zu einem niedrigeren Strom und verschlechtert die Betriebsfrequenz der integrierten Schaltung.
Die Fortschritte in der Halbleiterfertigung und die ständig steigende Nachfrage nach schnelleren und komplexeren integrierten Schaltungen (ICs) haben dazu geführt, dass der zugehörige MOSFET immer kleiner wird. Es war jedoch nicht möglich, die für den Betrieb dieser ICs verwendete Versorgungsspannung proportional zu skalieren, und zwar aufgrund von Faktoren wie Kompatibilität mit Schaltungen der vorherigen Generation, Rauschspanne, Leistungs- und Verzögerungsanforderungen sowie Nicht-Skalierung der Schwellenspannung, Unterschwellensteigung und parasitären Kapazität.
Infolgedessen nehmen die internen elektrischen Felder in aggressiv skalierten MOSFETs zu, was den zusätzlichen Vorteil erhöhter Ladungsträgergeschwindigkeiten (bis zur Geschwindigkeitssättigung) und damit erhöhter Schaltgeschwindigkeit mit sich bringt, aber auch ein großes Zuverlässigkeitsproblem für den langfristigen Betrieb dieser Bauelemente darstellt, da hohe Felder eine heiße Ladungsträgerinjektion induzieren, die die Zuverlässigkeit der Bauelemente beeinträchtigt.

## Auswirkungen auf die Zuverlässigkeit
Das Vorhandensein von beweglichen Ladungsträgern in den Oxiden löst zahlreiche physikalische Schädigungsprozesse aus, die die Eigenschaften des Bauelements über längere Zeiträume drastisch verändern können. Die Anhäufung von Schäden kann schließlich zum Versagen der Schaltung führen, da sich Schlüsselparameter wie die Schwellenspannung aufgrund solcher Schäden verschieben. Die Anhäufung von Schäden, die zu einer Verschlechterung des Bauelementverhaltens aufgrund der Injektion heißer Ladungsträger führt, wird als „Hot Carrier Degradation“ (engl.) bezeichnet.
Die Lebensdauer von Schaltkreisen und integrierten Schaltungen, die auf einem solchen MOS-Bauelement basieren, wird daher von der Lebensdauer des MOS-Bauelements selbst beeinflusst. Um sicherzustellen, dass die Lebensdauer integrierter Schaltungen, die mit Bauelementen mit minimaler Geometrie hergestellt werden, nicht beeinträchtigt wird, muss die Lebensdauer der MOS-Bauelemente und deren HCI-Verschlechterung genau bekannt sein. Wenn es nicht gelingt, die Auswirkungen der HCI-Lebensdauer genau zu charakterisieren, kann sich dies letztlich auf die Geschäftskosten wie Garantie- und Supportkosten auswirken und die Marketing- und Verkaufsversprechen einer Gießerei oder eines IC-Herstellers beeinträchtigen.

## Beziehung zu Strahlungseffekten
Die HCI-Degradation ist im Grunde dasselbe wie der Ionisationsstrahlungseffekt, der als Gesamtdosisschaden an Halbleitern bekannt ist, wie er in Weltraumsystemen aufgrund der Exposition durch Protonen, Elektronen, Röntgen- und Gammastrahlen auftritt.

## HCI bei NOR-Flash-Speicherzellen
HCI ist die Grundlage für den Betrieb einer Reihe von nichtflüchtigen Speichertechnologien wie EPROM-Zellen. Sobald der potenziell nachteilige Einfluss der HCI-Injektion auf die Zuverlässigkeit der Schaltung erkannt wurde, wurden mehrere Fertigungsstrategien entwickelt, um ihn zu verringern, ohne die Leistung der Schaltung zu beeinträchtigen.
NOR-Flash-Speicher nutzen das Prinzip der Injektion heißer Ladungsträger, indem sie absichtlich Ladungsträger über das Gate-Oxid injizieren, um das elektrisch nicht angeschlossene Gate (englisch floating gate) aufzuladen. Durch diese Ladung wird die Schwellenspannung des MOS-Transistors so verändert, dass sie einen logischen „0“-Zustand darstellt. Ein ungeladenes Gate stellt einen '1'-Zustand dar. Beim Löschen der NOR-Flash-Speicherzelle wird die gespeicherte Ladung durch den Prozess des Fowler-Nordheim-Tunnelns entfernt.
Aufgrund der Beschädigung des Oxids durch den normalen NOR-Flash-Betrieb ist die HCI-Beschädigung einer der Faktoren, die die Anzahl der Schreib-Lösch-Zyklen begrenzen. Da die Fähigkeit, Ladung zu halten, und die Bildung von Ladungsfallen im Oxid die Fähigkeit beeinträchtigen, eindeutige „1“- und „0“-Ladungszustände zu haben, führt die HCI-Beschädigung dazu, dass sich das Fenster der nichtflüchtigen Speicherlogik mit der Zeit schließt. Die Anzahl der Schreib-Lösch-Zyklen, bei denen „1“ und „0“ nicht mehr unterschieden werden können, definiert die Lebensdauer eines nichtflüchtigen Speichers.